# Aeroporto Internacional de São Francisco
O Aeroporto Internacional de São Francisco (IATA: SFO, ICAO: KSFO, FAA: SFO) é um aeroporto internacional próximo a San Bruno e Millbrae, no Condado de San Mateo. Está a 21 km ao sul do centro de São Francisco, Califórnia, e possui voos para destinos na América do Norte e é uma importante porta de entrada para a Europa e a Ásia.
O SFO é o maior aeroporto da área da Baía de São Francisco e o segundo mais movimentado da Califórnia, depois do Aeroporto Internacional de Los Angeles. Em 2017, foi o sétimo aeroporto mais movimentado dos Estados Unidos e o 24° mais movimentado do mundo em número de passageiros. É o quinto maior hub da United Airlines e funciona como o principal gateway transpacífico da United. Também serve como hub secundário para a Alaska Airlines. É um importante centro de manutenção da United Airlines e abriga o Museu e Biblioteca Louis A. Turpen Aviation.
O aeroporto pertence e é operado pelo Condado de San Francisco, apesar de estar localizado no condado de San Mateo. Entre 1999 e 2004, a Comissão do Aeroporto de São Francisco operou a SFO Enterprises Inc., de propriedade da cidade, para supervisionar suas compras e operações de empreendimentos.